# Tecla
Tecla  è un nome proprio di persona italiano femminile.

## Varianti
- Maschili: Teclo[6]

### Varianti in altre lingue
- Danese: Tekla
- Finlandese: Tekla
- Francese: Thècle
- Georgiano: თეკლა (Tek'la)[3]
- Greco antico: Θεόκλεια (Theòkleia)[2][3], Θεκλα (Thekla)[2][3][4]
- Greco moderno: Θέκλα (Thekla)[3]
- Inglese: Thekla[2]
- Islandese: Tekla
- Latino: Thecla[1][3][4]
- Olandese: Thecla[3]
- Polacco: Tekla[3]
- Norvegese: Tekla
- Russo: Фёкла (Fëkla)
- Spagnolo: Tecla[3]
- Svedese: Tekla
- Tedesco: Thekla[2][3]
- Ungherese: Tekla[3]

## Origine e diffusione

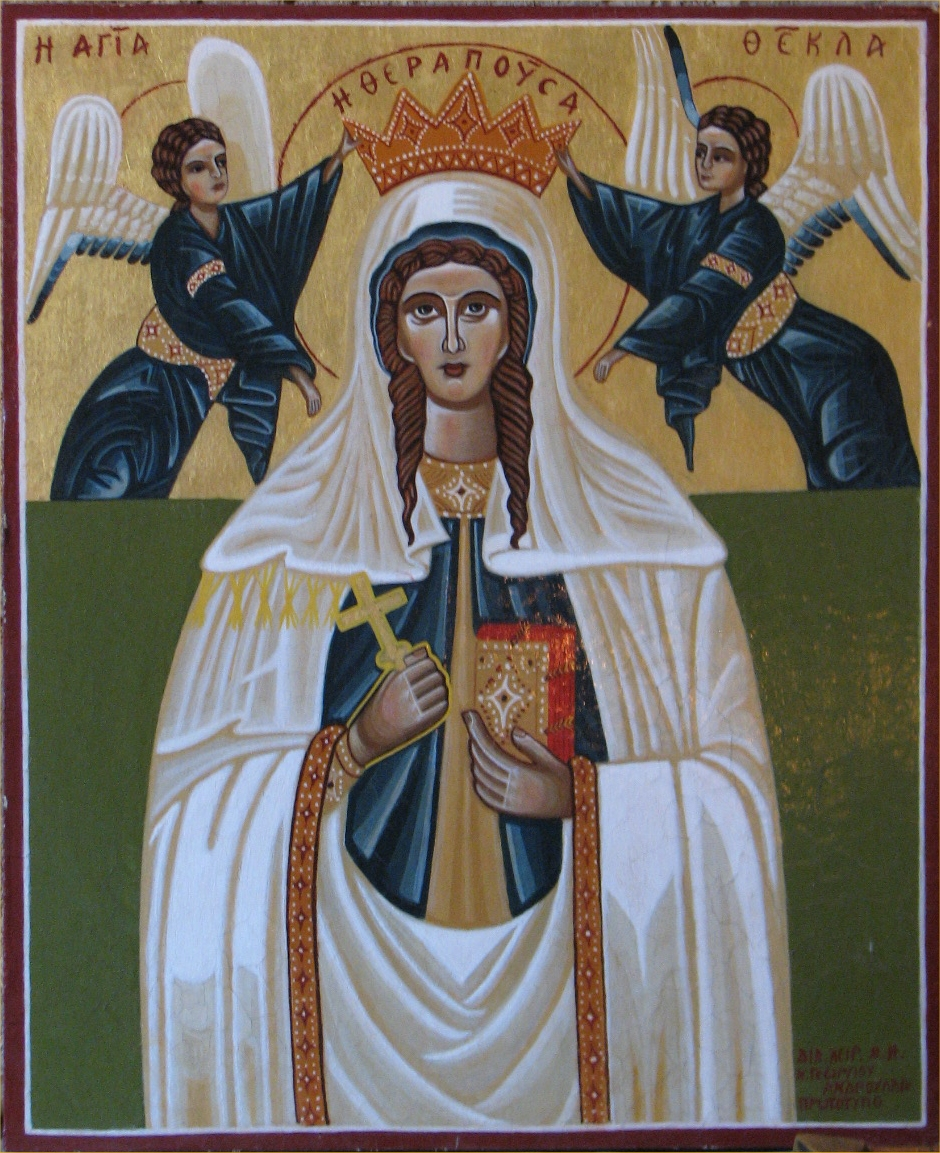
Santa Tecla in un'icona ortodossa

Deriva dal tardo nome greco Θεκλα (Thekla), latinizzato in Thecla, dall'origine dubbia; generalmente viene considerato una contrazione di Θεοκλεια (Theokleia), che è composto da θεος (theos, "dio") e κλεος (kleos, "gloria"), e quindi il suo significato può essere interpretato come "gloria di Dio" o "dea illustre". Entrambi gli elementi sono assai diffusi nell'onomastica greca: il primo si ritrova ad esempio in Timotea, Teofano, Dorotea e Filotea, mentre il secondo forma i nomi Clio, Cleopatra, Patroclo, Eracle, Pericle, Empedocle, Aristocle e Temistocle.
Venne portato da santa Tecla, una giovane convertita da san Paolo, di cui si narra negli Atti di Paolo e Tecla, considerata la prima donna a morire martire, a cui si deve la prima ampia diffusione del nome; il suo uso è stato poi aiutato da Friedrich Schiller, che diede il nome alla figlia del protagonista della sua trilogia di tragedie Wallenstein.
In Italia è maggiormente diffuso nel Nord e nel Centro, e più raro al Sud.

## Onomastico
L'onomastico si festeggia generalmente il 23 settembre in ricordo di santa Tecla, martirizzata ad Iconio, considerata la prima martire donna. Fra le altre sante con questo nome si ricordano, alle date seguenti:
- 10 gennaio, santa Tecla, vergine di Lentini[8]
- 19 gennaio (o 18), santa Tecla, martire con Susanna e Archelaide a Salerno sotto Diocleziano[7][8]
- 26 marzo, santa Tecla, martire a Roma con altri quattro compagni[8]
- 31 maggio, santa Tecla, martire a Roma lungo la Via Aurelia[8]
- 1º giugno, santa Tecla, martire ad Antiochia[8]
- 1º giugno, santa Telga (o Tecla) del Denbighshire, venerata a Ciwyd (Galles)[8]
- 9 giugno, santa Tecla, martire con altre compagne a Kasaz (vicino ad Arbela)[7]
- 25 giugno, santa Tigride o Tigre, a volte chiamata Tecla, vergine ed eremita nella valle della Moriana[7]
- 19 agosto, santa Tecla, martire a Cesarea marittima sotto Diocleziano[8]
- 30 agosto, santa Tecla, moglie di san Bonifacio e madre dei Dodici Santi Fratelli, martire ad Hadrumetum sotto Massimiano[8]
- 10 settembre, beata Tecla Nangaichi, martire col marito Paolo e il figlio Paolo a Nagasaki[7]
- 6 ottobre, beata Tecla Hashimoto, martire col marito Giovanni e i figli a Kyoto[7][8]
- 15 ottobre, santa Tecla, religiosa benedettina, badessa prima a Ochsenfurt e poi a Kitzingen[7][8]

## Persone
- Tecla, imperatrice bizantina

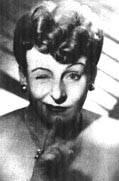
Tecla Scarano

- Tecla, principessa e co-imperatrice bizantina
- Tecla di Iconio, santa anatolica
- Tecla da Lentini, nobildonna e santa romana
- Tecla Famiglietti, religiosa italiana
- Tecla Insolia, cantante e attrice italiana
- Tecla Scarano, attrice italiana

### Variante Tekla
- Tekla Bądarzewska-Baranowska, compositrice polacca
- Tekla Chemabwai, atleta keniota
- Tekla Juniewicz, supercentenaria polacca
- Tekla Valentinovič, nobildonna russa

### Variante Thekla
- Thekla Reuten, attrice olandese
- Thekla Carola Wied, attrice tedesca

## Il nome nelle arti
- Tecla è un personaggio della trilogia drammatica Wallenstein di Friedrich Schiller.
- Tecla è una delle città del libro di Italo Calvino Le città invisibili.
- Tecla è un personaggio del racconto di Giorgio Scerbanenco Tecla e Rosellina.
- Tecla è un personaggio della serie animata L'ape Maia, un ragno femmina che suona il violino.
- Fëkla Ivanovna è un personaggio dell'opera di Modest Petrovič Musorgskij Il matrimonio.